# Vittia pachyloma
Vittia pachyloma är en bladmossart som beskrevs av Ryszard Ochyra 1987. Vittia pachyloma ingår i släktet Vittia och familjen Amblystegiaceae. Inga underarter finns listade i Catalogue of Life.